# Beilschmiedia podagrica
Beilschmiedia podagrica är en lagerväxtart som beskrevs av André Joseph Guillaume Henri Kostermans. Beilschmiedia podagrica ingår i släktet Beilschmiedia och familjen lagerväxter. Inga underarter finns listade i Catalogue of Life.